# Христо Тъпчилещов
Вижте пояснителната страница за други личности с името Тъпчилещов.
Христо Тъпчилещов е български търговец, активист на движението за църковна независимост.

## Биография
Роден е в Калофер, в семейството на абаджия. Още като дете Христо научил максимата на баща си Петко: „С пари може да се промени всичко. Затова работете, пестете разумно и вярвайте в Бога!“ Дядо Петко печелел пари като събирал шаяци, изработени в Калофер и ги продавал изгодно в Измит. При едно такова отиване в Измит той се разболял и впоследствие умрял през 1822 г. Най-големият му син Христо тогава бил на 15 години. Христо и братята му работели упорито бащиния си занаят – абаджилък. Освен това те купували евтино през лятото от Калофер и Казанлък шаяци, изработвали ги на дрехи и през есента ги пращали в Цариград. Щом поотраснали сами ги носели в турската столица и ги продавали. След време братята разширили доста своята търговия.
Около 1854 г., вече на 46 години, Христо Тъпчилещов с цялото си семейство окончателно напуснал Калофер и се преселил в Цариград. Тогава личният му капитал, без недвижимите имоти, наброявал 584 320 гроша. С бистър ум и прозорливост той поддържал разновидна търговия. Освен с търговци Христо кореспондирал с наши свещеници, общини, манастири и с много видни българи в цяла Европейска Турция и извън нея. За своето 21-годишно пребиваване в Цариград Христо Тъпчилещов се превръща в най-влиятелния българин. По силата на големите му привилегии, дадени му от великия везир Али паша, търговецът започнал да настоява, че е необходимо черковният ни въпрос да намери своето разрешение. През годините 1860 – 1872 Христо и брат му Никола Тъпчилещов събират енергично пари за построяването на българска черква в турската столица. Княз Стефан Богориди бил добре запознат с желанието на Тъпчилещов. Той имал една къща в квартала Фенер в Цариград, която подарил за българска черква. Още през есента на 1848 г. къщата на Богориди започнала да се преустройва, за да се превърне в параклис, където за първи път в Цариград започнало да се извършва богослужение на български език. Отначало Богориди прехвърлил имота на църквата, но тъй като нямало издадено ираде, че български храм може да притежава имот, то той бил записан на името на дядо Христо. По-късно синът му, Никола Тъпчилещов, влиза в преговори със съседа на Богориди, да продаде своята къща и земя в полза на българския църковен имот. Арменецът получил около 1400 английски лири. После къщата му била съборена и цялото място било присъединено към църковния двор.
В съдружие с други търговци и предприемачи Христо Тъпчилещов участва в откупване на данъци в Свищов (1857-1858), Ломска каза (1866), Никополско, Свищовско, Търновско (1866), Адана (1867).
От напрежението в търговските дела и от усилията, хвърлени в черковните разпри, старият търговец получава сърдечен удар. Макар и болен, през 1874 г. той се завръща в Калофер, за да види за последен път своя роден град. Поради големите почести, отдадени на Тъпчилещов от българите навсякъде, някои фанатици турци съобщили в Цариград, че той тайно подбуждал към бунт населението. Затова новият велик везир Махмуд паша повикал Иванчо Хаджипенчович и му поръчал да му предаде да се прибере веднага обратно. Тъпчилещов пристигнал в Цариград и на другата сутрин седнал пред кантората си. Покрай него минал калоферецът Лазар Йовчев, бъдещият екзарх Йосиф. Лазар бил завършил с финансовата помощ на видния търговец литературния отдел на Сорбоната. Тъпчилещов дал съвет на своя стипендиант, като му казал, че една бъдеща война за освобождението на България няма да донесе свобода на всички българи. Затова Екзархията трябвало да бъде в Цариград, който да служи за обединителен център на българската нация. Същата вечер, на 22 септември 1875 г. дядо Христо умира. Погребват го в двора на църквата, за която той дал много години от живота си. След 1878 г., когато започнала да се строи голямата желязна църква „Свети Стефан“ в Цариград, гробът на Тъпчилещов бил ограбен и разбит, а близките му се прибрали в София.
Част от архивите на търговската му къща се съхраняват във фонд №6 на Българския исторически архив в Националната библиотека „Св. св. Кирил и Методий“.